# شاهکار (مجموعه داستان)
شاهکار نام کتابی است دوجلدی از محمدعلی جمال‌زاده که بخش اول آن در اردیبهشت ۱۳۲۰ در ژنو به پایان و در تهران به چاپ رسید و دومین کتاب جمال‌زاده محسوب می‌شود. جمال‌زاده دیباچه‌ٔ این کتاب را اینگونه شروع می‌کند:
کتاب «یکی بود، یکی نبود» در زمان آن جنگ [جنگ جهانی اول] نوشته شد و اینک این کتاب نیز در هنگام این جنگ [جنگ جهانی دوم] بچاپ می‌رسد. بدین ترتیب خدا نخواهد که کتاب سومین من هرگز روی طبع بخود ببیند. 
جمالزاده در سال ۱۳۳۶ نگارش دوم این کتاب را با «تصحیح و تجدیدنظر و حک و اصلاح و افزودن پاره‌ای از قسمت‌ها و حذف قسمت‌های دیگری» و با افزودن جلد دوم آن برای چاپ به تهران می‌فرستد و ضمناً به خاطر غلطهای چاپی‌ای که در چاپ اول آن اتفاق افتاده، از صنعت چاپ ایران گله می‌کند. جلد دوم این کتاب، مجموعه‌ای است از داستان‌هایی به قلم نویسنده‌ٔ کتاب که پیش‌تر در مجلات مختلف منتشر شده بود.

## انگیزه‌ٔ نگارش کتاب
جمال‌زاده در دیباچه‌ٔ این کتاب، انگیزه‌ٔ خود از نگارش آن را نامه‌ای معرفی می‌کند که علامه قزوینی در سال ۱۳۰۱ در پاریس خطاب به وی نوشته است و در آن، ضمن تمجید از کتاب قبلی جمال‌زاده («یکی بود، یکی نبود»)، زبان فارسی را در شدیداً در خطر دانسته و با لحنی تند تمام کسانی را که می‌توانند در این زمینه تلاشی بکنند و غفلت می‌ورزند، به باد انتقاد گرفته و مستوجب لعنت خداوند دانسته. جمال‌زاده متن کامل نامه‌ٔ علامه قزوینی را عیناً ضمیمهٔ دیباچهٔ کتاب کرده است. اینک قسمت‌هایی از نامه‌ٔ علامه قزوینی به جمال‌زاده:
من خیال میکنم که موقع زبان فارسی الآن خطرناکترین مواقع تاریخی آن است[.] چه[،] در وقت تسلط عرب و باز بعدها در موقع هجوم مغول ایرانیان در کمال وضوح و خوبی برتری نژاد و تمدن و عنصر خود را نسبت به امم غالبه میدانستند و با اینکه کلمات و تعبیرات آن دو قوم مذکور را خواهی نخواهی بسیار اخذ می‌کردند بآنها و زبان آنها بدیدهٔ حقارت مینگریستند و آنها را عرب پابرهنهٔ بیابان‌گرد و شیرشترخوار و سوسمارخوار خطاب میکردند. مغول که دیگر جای خود دارد. ولی حالا ملل غالبه از حیث نژاد و تمدن و عنصر و زبان اگر نگوییم بر ما برتری دارند، اقلاً مساوی هستند و اقل اقل پست‌تر که نیستند و طبیعت اشیاء و منطق امور جمهور ایرانیان را واداشته است که از همه حیث تقلید ملل اروپا را بنمایند و این فقره کم‌کم بزبان هم سرایت کرده است و بقول مشدیها این توبمیری دیگر از آن توبمیریها نیست.
حالا اگر جمعی که قوهٔ جنگ با این تقلید اعمی (در خصوص زبان مقصودم است نه در خصوص تمدن و ظواهر آن) دارند و بدبختانه عدد ایشان انگشت‌شمار است دقیقه‌ای کوتاهی بکنند یا اهمال و مسامحه در این جهاد اکبر روا دارند خیال میکنم که دیگر کار از کار گذشته خواهد بود و زبان فارسی جزء امور تاریخیه خواهد شد مانند زبانهای اوستا و پهلوی و قبطی و سریانی و عبری و چه بسا از زبانهای بزرگ دیگر که کسی قطعاً کارد برنداشته بود و سر آن زبانها را در یک روز و یک ساعت معین بر لب باغچه نبریده بوده است بلکه همینطورها متدرجاً بدون آنکه عموم مردم حس کنند کم‌کم بتحلیل میرفته و ابتدا کلمات مفرده و سپس تعبیرات آن و بالاخره صرف و نحو آن در زیر نفوذ زبان خارجی مستهلک و متلاشی و مضمحل میشده و کم‌کم دایره نویسندگان و شعرای آن و ادبای آن تنگ میشده است تا بالاخره منحصر میشده است بعلمای مذهبی و متولیان معابد و مساجد و کنایس آنها. [...]
بر حسب اتفاق متدرجاً با یکی دو سه نفر از این طبقه فرزندان عاق‌وطن ملاقاتی دست داد دیدم کار خیلی از آنکه بتصور میآمد هولناکتر است. زبان فارسی بسرعت رو بانحلال است. هر کس در هر گوشهٔ دنیا بهر اندازه هنری در این خصوص دارد و دقیقه‌ای بل آنی غفلت بورزد یا مسامحه کند یا حجب و شکسته‌نفسی بورزد یا یأس و ناامیدی بخود راه دهد و از این جنگ نور و ظلمت و علم و جهل و یزدان و اهریمن کناره گیرد، مستوجب لعنت خداوند و انبیاء و اولیاء و جمیع مردم بر او و بر جمیع اعقاب و احفاد او تا روز قیامت خواهد شد و در شریعت معنوی وطن[،] خونش مباح و مالش حلال و خانه‌اش خراب‌کردنی و جسدش مثله‌ساختنی است. و بعقیده‌ٔ من شخص شما که محمدعلی جمالزاده هستید یکی از آن اشخاصید [...] 

## جلد اول
جلد اول کتاب شاهکار شامل یک داستان بلند به نام «عمو حسینعلی» است. موضوع این داستان نویسنده‌ی جوانی است که کتابی به اسم «شاهکار» نوشته است و مانند بسیاری از نویسندگان و هنرمندان جوان تصور می‌کند بازوی رستم را شکسته و شق‌القمر کرده. تا آنکه در عالم خیال خود را مقابل کوهی می‌بیند به اسم «جبل‌البدایع» که یکسره از شاهکارهای ادبی جهان تشکیل شده است. خلاصه چشم رفیق جوان ما باز می‌شود و کم‌کم دستگیرش می‌شود که عافیت در پرگویی نیست، بلکه در خاموشی و کار مفید و ساده و مستقل است.» 
جمال‌زاده در مجلهٔ راهنمای کتاب، این داستان را «موردقبول‌ترین و موردپسندترین» اثر خویش می‌داند.
این کتاب نیز مانند بسیاری از آثار دیگر جمال‌زاده دارای نثری نسبتاً متکلف و شامل اشارات بسیاری به اصطلاحات عامیانه، ضرب‌المثل‌ها و اشعار شاعران فارسی‌زبان است و نیز تشبیهات و کنایات طنزآمیز در آن فراوان به کار رفته است.

## جلد دوم
این جلد که در سال ۱۳۳۷ به این کتاب اضافه شده، مجموعه‌ای است از داستان‌هایی به قلم جمال‌زاده که برخی از آنان در سال ۱۳۰۷، زمانی که وی سردبیر مجلهٔ علم و هنر (چاپ برلن) بود، به چاپ رسیده بود. داستان‌های درون این جلد از کتاب عبارتند از:
1. پلنگ
2. نوع‌پرست
3. سرّ حکمت یا مجادله‌ٔ دو پشه
4. کباب غاز یا حکمت مطلقهٔ «از ماست که بر ماست»
5. دشمن خونی
6. سگ زرده